# A Arqueologia do Saber

## Introdução
A Arqueologia do saber (em francês:  L'archéologie du savoir) é um tratado metodológico e historiográfico de 1969 do filósofo francês Michel Foucault, no qual ele promove a "arqueologia" ou o "método arqueológico", um método analítico que ele implicitamente usou em seus trabalhos anteriores Loucura e Civilização (1961), O Nascimento da Clínica (1963), e As Palavras e as Coisas (1966), sendo este o único trabalho explicitamente metodológico de Foucault.
A premissa de Foucault é que os sistemas de pensamento e conhecimento ("epistemes" ou "formações discursivas") são governados por regras (além das gramaticais e da lógica) que operam sob a consciência de sujeitos individuais e definem um sistema de possibilidades conceituais que determinam os limites do pensamento e do uso da linguagem em um determinado domínio e período. Foucault também fornece um tratamento filosófico e crítico das leituras estruturais fenomenológicas e dogmáticas da história e da filosofia, retratando as narrativas contínuas como modos ingênuos de projetar nossa própria consciência sobre o passado, sendo assim exclusivo e excludente.

## Contexto da obra
Foucault argumenta que o estudo contemporâneo da história das ideias, embora vise momentos de transição entre cosmovisões históricas, depende em última instância de continuidades que se decompõem sob estreita inspeção. A história das ideias marca pontos de descontinuidade entre os modos de conhecimento amplamente definidos, mas a suposição de que esses modos existem como conjuntos deixam de fazer jus às complexidades do discurso. Foucault argumenta que os "discursos" surgem de acordo com um conjunto vasto e complexo de relações discursivas e institucionais, definidas tanto por rupturas como por temas unificados, e não de acordo com visões de mundo comuns e inarticuladas.

## Conteúdo

### O conceito de discurso
Foucault define um "discurso" como um "modo de falar". Assim, seu método estuda apenas o conjunto de "coisas ditas" em suas emergências e transformações, sem qualquer especulação sobre o significado coletivo geral dessas afirmações, e carrega sua insistência no discurso em si até a unidade mais básica das coisas: o enunciado (énoncé). Durante a maior parte de Arqueologia, Foucault defende e ataca várias noções dos aspectos inerentes a uma afirmação, sem chegar a uma definição abrangente. Ele, entretanto, argumenta que os enunciados são as regras que transmitem uma expressão (isto é, uma frase, uma proposição ou um ato de fala) discursivamente significativa. Esse conceito de significado difere do conceito de significação: Embora uma expressão seja significante, por exemplo, "A montanha de ouro está na Califórnia", pode, no entanto, ser discursivamente sem sentido e, portanto, não ter existência dentro de um determinado discurso. Por esta razão, o "enunciado" é uma função de existência para o significado discursivo.

### A noção de enunciado
Contendo as regras, o "enunciado" tem um significado especial na Arqueologia: não é a expressão em si mesma, mas as regras que tornam uma expressão discursivamente significativa. Essas regras, não a sintaxe ou a semântica, é que fazem uma expressão ser significante. São regras adicionais. Em contraste com os estruturalistas, Foucault demonstra que a semântica e as estruturas sintáticas não são suficientes para determinar o significado discursivo de uma expressão. Dependendo se está ou não em conformidade com estas regras discursivas de significado, uma frase gramaticalmente correta pode não ter significado discursivo ou, inversamente, uma frase gramaticalmente incorreta pode ser discursivamente significativa – até mesmo letras sem sentido (por exemplo, "QWERTY") pode ter significado discursivo. Assim, o significado de expressões depende das condições em que emergem e existem dentro de um campo de discurso; o significado discursivo de uma expressão é dependente da sucessão de enunciados que o precedem e o seguem. Em suma, os "enunciados" de Foucault analisados não são proposições, frases, ou discursos. Em vez disso, "enunciados" constituem uma rede de regras que estabelecem quais expressões são discursivamente significativas, e essas regras são pré-condições para proposições significativas, enunciados, ou discursos para que tenham significado discursivo. No entanto, "enunciados" também são 'eventos', pois assim como as outras regras, elas aparecem (e desaparecem) em algum momento.

### Formações discursivas
A análise de Foucault então se volta para à organizada dispersão de enunciados, que ele chama de formações discursivas. Foucault reitera que a análise que ele está delineando é um único procedimento possível, e que ele não está buscando substituir outras formas de análise de discurso ou de torná-los como inválidos.

## Conclusão da obra
Foucault conclui a Arqueologia com respostas às críticas, a partir de uma crítica hipotética (que ele antecipa que vai ocorrer depois que o seu livro for lido).

## Recepção
O filósofo Gilles Deleuze descreve A Arqueologia do saber como, "o passo mais decisivo ainda tomado na teoria-prática das multiplicidades."